# Sommedieue
Sommedieue é uma comuna francesa na região administrativa de Grande Leste, no departamento de Meuse. Estende-se por uma área de 33,63 km². Em 2010 a comuna tinha 999 habitantes (densidade: 29,7 hab./km²).